# Bombylius nicholsonae
Bombylius nicholsonae är en tvåvingeart som beskrevs av Hall och Neal L. Evenhuis 1980. Bombylius nicholsonae ingår i släktet Bombylius och familjen svävflugor.
Artens utbredningsområde är Kalifornien. Inga underarter finns listade i Catalogue of Life.